# ريجينالد غاريغو لاغرانج
ريجينالد ماري غاريغو لاغرانج (ولد في 21 فبراير عام 1877 وتوفي في 15 فبراير عام 1964) كان لاهوتيًا كاثوليكيًا فرنسيًا وراهبًا دومينيكانيًا. عُرف بكونه رائدًا في الفلسفة التومانية الجديدة خلال القرن العشرين، إلى جانب جاكوبوس راميريز، وإدوارد هوغون، ومارتن غرابمان. ألقى دروسًا في جامعة القديس توما الأكويني البابوية في روما بين عامي 1909 و1960. وكتب هناك أعظم إبداعاته «أعمار الحياة الداخلية الثلاث» عام 1938.
في عام 1918، بدأ غاريغو دورات في الفنون المقدسة والتصوف والجماليات في الجامعة ذاتها، مؤثرًا بفنانين شعائريين مستقبليين مثل ماري آلان كوتورييه، التي درست اللاهوت هناك بين عامي 1930 و1932.

## حياته
ولد غونتران ماري غاريغو لاغرانج في 21 فبراير عام 1877 في أوش بالقرب من تولوز في فرنسا. خلال دراسته الطب في مدينة بوردو، مر وصفه بتحول ديني بعد قراءته كتاب «الحياة والعلم والفن» للكاتب البريتاني إرنست هيلو (1825 – 85). وانضم إلى الدومينيكيين الفرنسيين ودرس وألقى دروسًا في لو ساولشوار قبل أن ينتقل إلى روما، حيث حاضر في الجامعة البابوية منذ عام 1909 وحتى تقاعده في عام 1960. في عام 1917، أُنشئت أستذة خاصة في التصوف واللاهوت الصوفي له في الجامعة، وهي الأولى من نوعها في أي مكان في العالم.

## أفكاره
اشتهر باللاهوت الروحي. كان أعظم إبداعاته «أعمار الحياة الداخلية الثلاث»، إذ طرح من خلاله فرضية أن التأمل المصبوب والحياة الصوفية الناتجة عن ذلك هما الطريق نحو قدسية الكمال المسيحي. أثار ذلك الباب المعنون (الفصل الخامس: الدعوة العالمية إلى القداسة في الكنيسة» في دستور مجلس الفاتيكان الثاني المتعلق بالكنيسة، الدستور الدوغماتي للكنيسة.
كان إنجازه العظيم هو تخليق الكتابات شديدة التجريد للقديس توما الأكويني مع الكتابات التجريبية لسانت جون أوف ذا كروس، في محاولة منه لإظهار الانسجام التام بينهما.
جذب الأب غاريغو لاغرانج، الداعم الرئيسي لـ«التقيد الصارم بالتوماوية»، اهتمامًا أوسع عندما كتب عام 1946 ضد الحركة اللاهوتية، اللاهوتية الجديدة، منتقدًا إياها بأنها حركة حداثة. يقال أيضًا بأنه من صاغ منشور بيوس الثاني عشر «الإنسانية العامة»، مترجمًا «فيما يتعلق ببعض الآراء الزائفة التي تهدد بتقويض أسس العقيدة الكاثوليكية».

## تأثيره
أدرجت صحيفة المراهب الروماني في نسختها من 9/10 ديسمبر عام 1950 غاريغو لاغرانج بين أسماء اللجنة التحضيرية لتعريف انتقال العذراء.
درّس غاريغو لاغرانج العديد من اللاهوتيين الكاثوليك البارزين خلال مسيرته الأكاديمية في الجامعة الباباوية. واشرف أيضًا على بحث الدكتوراه لماري دومينيك تشينو، الذي كان مقررًا في عام 1919 وأكمل شهادة الدكتوراه في اللاهوت عام 1920 بأطروحة بعنوان «التأمل». في الفترة بين الحرب العالمية الثانية والحرب الباردة كان غاريغو لاغرانج «حامل شغلة التوماوية الأرثوذكسية» ضد الحداثة. في عام 1962، عمل مستشارًا ثابتًا لدى بيوس الحادي عشر في إعلان جون أوف ذا كروس طبيبًا للكنيسة.
كثيرًا ما يرى بأنه أثر في قرار عام 1942 بخصوص وضع الكتاب الذي يوزع بشكل خاص «مدرسة اللاهوت: السلشوار» (إتيول: 1937) بقلم ماري دومينيك تشينو، ضمن «فهرس الكتب المحرمة» كتتويج لجدال دار داخل النظام الدومينيكي بين أنصار أنجليكوم وأنصار التوماوية الإحيائية الفرنسية الذين كانوا أكثر اهتمامًا بالتفسيرات الدينية التاريخية.